# Radiospongilla crateriformis
Radiospongilla crateriformis är en svampdjursart som först beskrevs av Thomas Henry Potts 1882.  Radiospongilla crateriformis ingår i släktet Radiospongilla och familjen Spongillidae. Inga underarter finns listade i Catalogue of Life.